# Polygontal
Polygontal är ett tal som representerar antalet punkter i en regelbunden polygon.

## Definition och exempel
Talet 10, till exempel, är ett triangeltal och kan ordnas som en triangel.
| * · * · * · * · * · * · * · * · * · * |
Men talet 10 kan inte ordnas som en kvadrat. Talet 9, som är ett kvadrattal, kan däremot det.
| * · * · * · * · * · * · * · * · * |
Talet 36, som är ett kvadrattriangulärt tal, kan ordnas både som en kvadrat och en triangel.
| * · * · * · * · * · * · * · * · * · * · * · * · * · * · * · * · * · * · * · * · * · * · * · * · * · * · * · * · * · * · * · * · * · * · * · * |  | * · * · * · * · * · * · * · * · * · * · * · * · * · * · * · * · * · * · * · * · * · * · * · * · * · * · * · * · * · * · * · * · * · * · * · * |
Regeln för att förstora polygonen till nästa storlek är att förlänga två närliggande armar av en punkt och sedan lägga till de nödvändiga extra sidor mellan dessa punkter. Nedan visas varje extra lager i rött.

### Kvadrattal
Polygoner med högre antal sidor kan också byggas enligt denna regel. 

## Formler
Formeln för det n:te s-gontalet P(s,n) där s är antalet sidor i en polygon är
{\displaystyle P(s,n)={\frac {n^{2}(s-2)-n(s-4)}{2}}}
eller
{\displaystyle P(s,n)={\frac {n(s-2)(n-1)}{2}}+n}
Det n:te s-gontalet är också relaterat till triangeltalen Tn enligt följande:
{\displaystyle P(s,n)=(s-2)T_{n-1}+n=(s-3)T_{n-1}+T_{n}\,.}
Således:
{\displaystyle P(s,n+1)-P(s,n)=(s-2)n+1\,,}
{\displaystyle P(s+1,n)-P(s,n)=T_{n-1}={\frac {n(n-1)}{2}}\,.}
För ett givet s-gontal P(s,n) = x, kan man hitta n genom:
{\displaystyle n={\frac {{\sqrt {(8s-16)x+(s-4)^{2}}}+s-4}{2s-4}}.}

## Tabell över värden
| s     | Namn             | Formel            | n | n     | n     | n     | n     | n      | n      | n      | n      | n      | Summan av reciproka | OEIS    |
| s     | Namn             | Formel            | 1 | 2     | 3     | 4     | 5     | 6      | 7      | 8      | 9      | 10     | Summan av reciproka | OEIS    |
| ----- | ---------------- | ----------------- | - | ----- | ----- | ----- | ----- | ------ | ------ | ------ | ------ | ------ | --- | ------- |
| 3     | Triangeltal      | ½(n²+n)           | 1 | 3     | 6     | 10    | 15    | 21     | 28     | 36     | 45     | 55     | {\displaystyle {2}} | A000217 |
| 4     | Kvadrattal       | n²                | 1 | 4     | 9     | 16    | 25    | 36     | 49     | 64     | 81     | 100    | {\displaystyle {\pi ^{2} \over 6}} | A000290 |
| 5     | Pentagontal      | ½(3n² - n)        | 1 | 5     | 12    | 22    | 35    | 51     | 70     | 92     | 117    | 145    | {\displaystyle {3\ln \left(3\right)}-{\pi {\sqrt {3}} \over 3}} | A000326 |
| 6     | Hexagontal       | ½(4n² - 2n)       | 1 | 6     | 15    | 28    | 45    | 66     | 91     | 120    | 153    | 190    | {\displaystyle {2\ln \left(2\right)}} | A000384 |
| 7     | Heptagontal      | ½(5n² - 3n)       | 1 | 7     | 18    | 34    | 55    | 81     | 112    | 148    | 189    | 235    | {\displaystyle {\begin{matrix}{\frac {1}{15}}{\pi }{\sqrt {25-10{\sqrt {5}}}}+{\frac {2}{3}}\ln(5)\\+{\frac {{1}+{\sqrt {5}}}{3}}\ln \left({\frac {1}{2}}{\sqrt {10-2{\sqrt {5}}}}\right)\\+{\frac {{1}-{\sqrt {5}}}{3}}\ln \left({\frac {1}{2}}{\sqrt {10+2{\sqrt {5}}}}\right)\end{matrix}}} | A000566 |
| 8     | Oktogontal       | ½(6n² - 4n)       | 1 | 8     | 21    | 40    | 65    | 96     | 133    | 176    | 225    | 280    | {\displaystyle {{3\ln \left(3\right) \over 4}+{\pi {\sqrt {3}} \over 12}}} | A000567 |
| 9     | Nonagontal       | ½(7n² - 5n)       | 1 | 9     | 24    | 46    | 75    | 111    | 154    | 204    | 261    | 325    | | A001106 |
| 10    | Dekagontal       | ½(8n² - 6n)       | 1 | 10    | 27    | 52    | 85    | 126    | 175    | 232    | 297    | 370    | {\displaystyle {{\ln \left(2\right)}+{\pi \over 6}}} | A001107 |
| 11    | Hendekagontal    | ½(9n² - 7n)       | 1 | 11    | 30    | 58    | 95    | 141    | 196    | 260    | 333    | 415    | | A051682 |
| 12    | Dodekagontal     | ½(10n² - 8n)      | 1 | 12    | 33    | 64    | 105   | 156    | 217    | 288    | 369    | 460    | | A051624 |
| 13    | Tridekagontal    | ½(11n² - 9n)      | 1 | 13    | 36    | 70    | 115   | 171    | 238    | 316    | 405    | 505    | | A051865 |
| 14    | Tetradekagontal  | ½(12n² - 10n)     | 1 | 14    | 39    | 76    | 125   | 186    | 259    | 344    | 441    | 550    | {\displaystyle {{2\ln \left(2\right) \over 5}+{3\ln \left(3\right) \over 10}+{\pi {\sqrt {3}} \over 10}}} | A051866 |
| 15    | Pentadekagontal  | ½(13n² - 11n)     | 1 | 15    | 42    | 82    | 135   | 201    | 280    | 372    | 477    | 595    | | A051867 |
| 16    | Hexadekagontal   | ½(14n² - 12n)     | 1 | 16    | 45    | 88    | 145   | 216    | 301    | 400    | 513    | 640    | | A051868 |
| 17    | Heptadekagontal  | ½(15n² - 13n)     | 1 | 17    | 48    | 94    | 155   | 231    | 322    | 428    | 549    | 685    | | A051869 |
| 18    | Oktodekagontal   | ½(16n² - 14n)     | 1 | 18    | 51    | 100   | 165   | 246    | 343    | 456    | 585    | 730    | | A051870 |
| 19    | Nonadekagontal   | ½(17n² - 15n)     | 1 | 19    | 54    | 106   | 175   | 261    | 364    | 484    | 621    | 775    | | A051871 |
| 20    | Ikosagontal      | ½(18n² - 16n)     | 1 | 20    | 57    | 112   | 185   | 276    | 385    | 512    | 657    | 820    | | A051872 |
| 21    | Ikosihenagontal  | ½(19n² - 17n)     | 1 | 21    | 60    | 118   | 195   | 291    | 406    | 540    | 693    | 865    | | A051873 |
| 22    | Ikosidigontal    | ½(20n² - 18n)     | 1 | 22    | 63    | 124   | 205   | 306    | 427    | 568    | 729    | 910    | | A051874 |
| 23    | Ikositrigontal   | ½(21n² - 19n)     | 1 | 23    | 66    | 130   | 215   | 321    | 448    | 596    | 765    | 955    | | A051875 |
| 24    | Ikositetragontal | ½(22n² - 20n)     | 1 | 24    | 69    | 136   | 225   | 336    | 469    | 624    | 801    | 1000   | | A051876 |
| 10000 | Myriagontal      | ½(9998n² - 9996n) | 1 | 10000 | 29997 | 59992 | 99985 | 149976 | 209965 | 279952 | 359937 | 449920 | | A167149 |

## Kombinationer
Vissa tal, till exempel 36 som både är ett kvadrattal och ett triangeltal, kan ordnas med fler än en polygoner. I tabellen nedan visas olika kombinationer av polygoner.
| s | t | Tal                                 | OEIS    |
| - | - | ----------------------------------- | ------- |
| 4 | 3 | 1, 36, 1225, 41616, …               | A001110 |
| 5 | 3 | 1, 210, 40755, 7906276, …           | A014979 |
| 5 | 4 | 1, 9801, 94109401, …                | A036353 |
| 6 | 3 | Alla hexagontal är även triangeltal | A000384 |
| 6 | 4 | 1, 1225, 1413721, 1631432881, …     | A046177 |
| 6 | 5 | 1, 40755, 1533776805, …             | A046180 |
| 7 | 3 | 1, 55, 121771, 5720653, …           | A046194 |
| 7 | 4 | 1, 81, 5929, 2307361, …             | A036354 |
| 7 | 5 | 1, 4347, 16701685, 64167869935, …   | A048900 |
| 7 | 6 | 1, 121771, 12625478965, …           | A048903 |
| 8 | 3 | 1, 21, 11781, 203841, …             | A046183 |
| 8 | 4 | 1, 225, 43681, 8473921, …           | A036428 |
| 8 | 5 | 1, 176, 1575425, 234631320, …       | A046189 |
| 8 | 6 | 1, 11781, 113123361, …              | A046192 |
| 8 | 7 | 1, 297045, 69010153345, …           | A048906 |
| 9 | 3 | 1, 325, 82621, 20985481, …          | A048909 |
| 9 | 4 | 1, 9, 1089, 8281, 978121, …         | A036411 |
| 9 | 5 | 1, 651, 180868051, …                | A048915 |
| 9 | 6 | 1, 325, 5330229625, …               | A048918 |
| 9 | 7 | 1, 26884, 542041975, …              | A048921 |
| 9 | 8 | 1, 631125, 286703855361, …          | A048924 |

I vissa fall, till exempel s = 10 och t = 4, finns det inga tal i båda polygonerna förutom 1.
För fallet s = 4 och t = 3, se kvadrattriangulärt tal.

### Fotnoter
1. ↑  ”Beyond the Basel Problem: Sums of Reciprocals of Figurate Numbers”. Arkiverad från originalet den 29 maj 2013. https://web.archive.org/web/20130529032918/http://www.math.psu.edu/sellersj/downey_ong_sellers_cmj_preprint.pdf. Läst 26 juni 2013.
2. ↑  ”Sums of Reciprocals of Polygonal Numbers and a Theorem of Gauss”. Society for Industrial and Applied Mathematics. Arkiverad från originalet den 15 juni 2011. https://web.archive.org/web/20110615085610/http://www.siam.org/journals/problems/downloadfiles/07-003s.pdf. Läst 13 juni 2010.